# Le Favril, Nord
Le Favril är en kommun i departementet Nord i regionen Hauts-de-France i norra Frankrike. Kommunen ligger i kantonen Landrecies som tillhör arrondissementet Avesnes-sur-Helpe. År 2022 hade Le Favril 504 invånare.

## Befolkningsutveckling
Antalet invånare i kommunen Le Favril
| Referens: INSEE |